# Lycée de Porvoo
Le lycée de Porvoo (finnois : Porvoon lukio, suédois : Borgå Gymnasium) est un lycée de langue suédoise à Porvoo en Finlande.

## Présentation
Le lycée de Viipuri est fondé en 1641 et il déménage de Viipuri à Porvoo en 1723 lorsque Viipuri est cédé à la Russie en vertu du traité d'Uusikaupunki.
Au XVIIIe siècle, la langue d'enseignement y est le latin, puis ce sera le suédois.
L'allemand a aussi été langue d'enseignement du lycée de l'ancienne Finlande.
Le lycée compte actuellement environ 330 élèves et environ 22 enseignants à plein temps. L'école fonctionne depuis 1850 dans le bâtiment actuel, qui a été rénové au XXIe siècle.
L'ancien bâtiment du lycée, construit entre 1759 et 1765, est maintenant utilisé par le Chapitre de chanoines de la cathédrale de Porvoo.
Alexander Ferdinand Borenius, est professeur de mathématiques au lycée de 1833 à 1873.
Le poète Johan Ludvig Runeberg est professeur de littérature romaine au lycée de Porvoo  à partir de 1837 et enseignant de littérature grecque à partir de 1842.
Il est le directeur du lycée de 1847 à 1850 et se retirera de l'institution en 1857.

## Anciens élèves
- Adolf Ivar Arwidsson
- Elias Lönnrot
- Anders Johan Sjögren